# Dopravný podnik mesta Košice

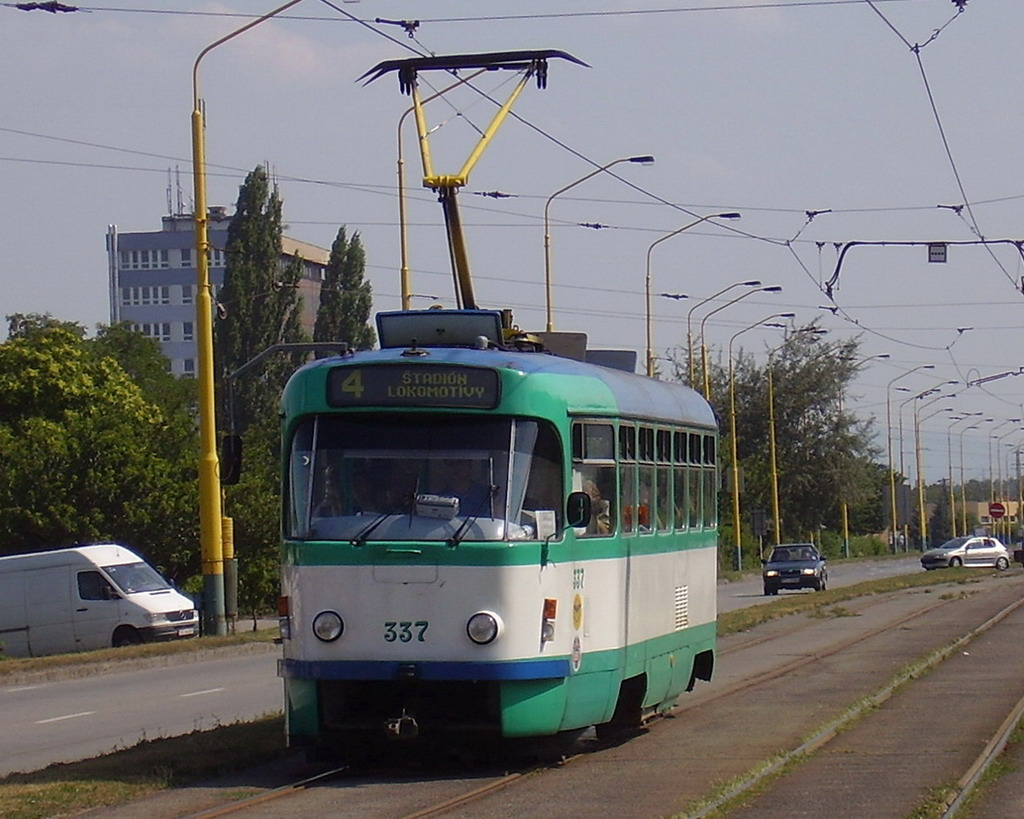
Tramwaj DPMK - Tatra T3

Dopravný podnik mesta Košice – przedsiębiorstwo komunikacyjne zarządzające komunikacją miejską w Koszycach, mieście na Słowacji.

## Historia
Firma powstała po II wojnie światowej jako następca poprzedniego przedsiębiorstwa działającego przed II wojną św.

## Linie komunikacji miejskiej
Dopravný podnik mesta Košice zarządza 16 liniami tramwajowymi, 2 liniami trolejbusowymi oraz 39 liniami autobusowymi.

## Formy komunikacji miejskiej

### Tramwaje
W użyciu jest 150 wagonów, wszystkie zostały wyprodukowane przez ČKD w latach 1982/92 i należą do modeli Tatra T3, Tatra T6A5 i Tatra KT8D5.

### Trolejbusy
Eksploatowane są trolejbusy Škoda 14Tr oraz przegubowe Škoda 15Tr wyprodukowane w latach 1989–1993.

### Autobusy
W Koszycach eksploatowane są autobusy 4 marek: Karosa (model B731, B732, B741, B932, B941, C734, C744), Solaris (Urbino 12, 15, 15 i 18 metrów CNG), Ikarus (280, 415, 435) i Novoplan (model C12).